# Emmett (Idaho)
Emmett település az Amerikai Egyesült Államok Idaho államában, Gem megyében, melynek megyeszékhelye is. Lakosainak száma 7647 fő (2020. április 1.).

## Népesség
A település népességének változása:

| 2010 | 6 557 |
| 2020 | 7 647 |